# Guanajuato
Guanajuato, é um dos 31 Estados do México, localizado no centro do país, e fazendo fronteira com os estados mexicanos de Jalisco, San Luis Potosí, Zacatecas, Querétaro e Michoacán. Sua área é de 30 589 km² e sua população é de 5 033 276 habitantes. A capital do Estado é a cidade de Guanajuato. Sua principal fonte de renda é a mineração de prata (o Estado possui uma das maiores reservas mundiais deste minério), estanho, ouro, cobre, chumbo e mercúrio.

## Origem do Nome
Guanajuato, um termo que vem da língua Purepecha Quanaxhuato, e os pesquisadores têm dois significados: 
- a) Local de rãs.
- b) Local de muitas colinas.

Os habitantes mais antigos do estado, foram os Chupícuaro, que dominaram a parte sul da região de Bajío. Mais tarde, foi habitado pela tribo Otomi, que foi deslocado pelas tribos Chichimeca e Purepecha. Esta última tribo tinha uma posição dominante no território do sudoeste. Os colonizadores espanhóis encontraram na chegada estas duas tribos.

## Escudo
O escudo do estado de Guanajuato, no centro está a imagem de Santa Fé de Granada, que simboliza a vitória dos reis católicos sobre os muçulmanos. Foi precisamente o rei Carlos I de Espanha, que deu a concessão de capital, para o atual estado o título de "Muito Nobre e Cidade Real de Santa Fé de Guanajuato" e o escudo correspondente.
A composição do escudo é esta: Ele se baseia em uma plataforma que é de mármore cor de ouro. Possui na base conchas, rodeadas por dois ramos de louro que estão unidos por uma fita azul. A concha é ligada ao escudo, e simboliza a estabilidade do lar, expandindo suas fronteiras. A linha de fundo com um campo de ouro, significa a nobreza, generosidade e pureza de sentimentos e ainda, a riqueza dos metais preciosos encontrados no estado. O escudo é o símbolo da vitória e do acanto de fidelidade. Inicialmente, o escudo pertencia à cidade de Guanajuato, e mais tarde foi adotada para todo o estado, um dos mais bonitos e interessantes país.

## História

### Período Pré-Hispânico

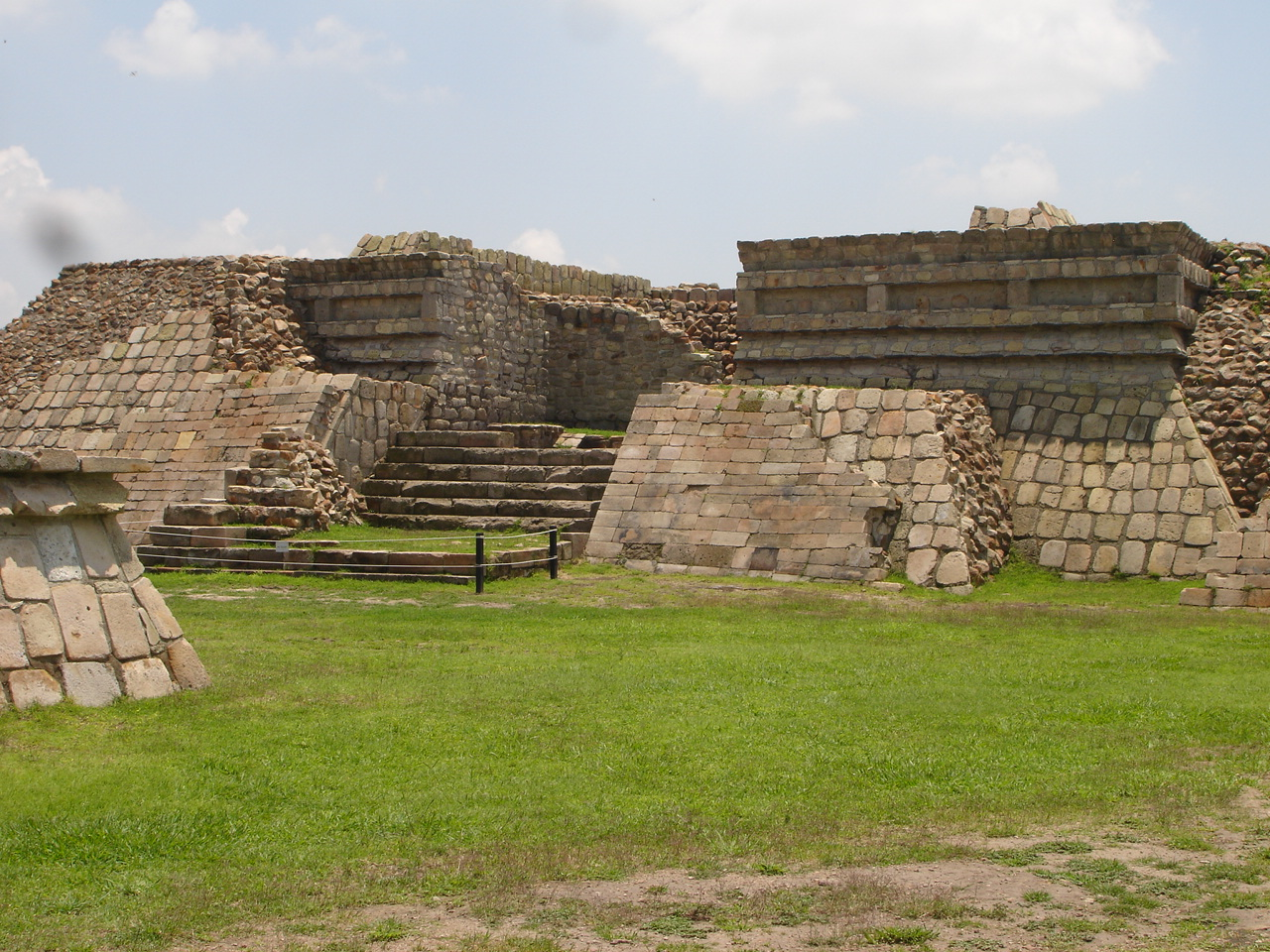
Zona arqueológica de Plazuelas, em Pénjamo, lugar onde se desenvolveu a cultura Chupitaro.

No atual sudeste do estado mexicano de Guanajuato habitaram as comunidades pré-hispânicas, que se estabeleceram na região, em um lugar chamado Chupicuaro. Algumas das informações atualmente disponibilizadas, diz que essas pessoas são conhecidas pelo uso que faziam de joias e acessórios de cabelo e corpo, a prática da agricultura, e do seu amor por instrumentos musicais, é graças à descoberta do artesanato de barro decorados com figuras e objetos.
Como outros povos da mesoamérica, os habitantes de Chupicuaro foram fortemente influenciados pelo Teotihuacán. Com a queda do Império Tolteca, os chichimecas se estabeleceram no território do bajío mexicano. E a chegada dos espanhóis no século XVI adiantado os grupos caçadores chichimecas pames, guamares guachichiles, habitavam o atual estado de Guanajuato.

### Período da Colonização
A conquista espanhola da Nova Galiza, iniciada em 1529 por Nuño Beltrán de Guzmán, presidente do Real Tribunal espanhol, que comandou a morte cruel do rei Tangaxoan dos Purepechas. Após esses fatos, as primeiras cinco cidades da nova província a serem fundadas foram, Tepic, Compostela, no atual estado de Nayarit, San Miguel de Culiacán no atual estado de Sinaloa, Guadalajara e Villa Purificación no atual estado de Jalisco.
Além disso, os vales e planícies da região, forneciam as condições ideais para o gado, para que os comissários espanhóis invadissem terras indígenas, com bovinos da raça pardo e preto e ovelhas. Estes novos agricultores logo pediriam a concessão de áreas maiores de terras, para coroa espanhola, e povos indígenas que iriam trabalhar nas recém-criadas propriedades.
Outra das atividades econômicas que logo atraíram centenas de colonos espanhóis foi a mineração. Conhecido pelo nome de garimpeiros, aventureiros, que se estabeleceram em comunidades ao redor da área de mineração. A chegada dos espanhóis não significou uma mudança socioeconômica simples, mas também espiritual.
A chegada dos missionários católicos, e seu trabalho intenso de evangelização influenciou grandemente, a formação da Nova Espanha. Os franciscanos foram os primeiros a chegar aos atuais estados de Guanajuato, Morelia, Michoacán e San Luis Potosí.
Em particular, ele reconhece a influência do frei Juan de San Miguel, que é creditado a ele o estabelecimento dos primeiros hospitais da região, além de sua grande influência sobre a conversão da natureza sedentária dos índios Purepecha, e a fundação de várias cidades, como Los Reyes, Tancítaro e Periban, entre muitas outras.
A nova ordem social era controlada pelos espanhóis, os crioulos (espanhol nascido na Nova Espanha), buscando o acesso a posições privilegiadas, e o restante, ou seja, a maioria da população conforme mestiços, índios, mulatos e negros, localizado na no fundo da escada social.

### Período da Independência
As constantes injustiças e maus-tratos exercidos sobre as pessoas, foram discutidas em reuniões de conspiradores, por todo o país na tentativa de espalhar a ideia, de acabar com a o domínio espanhol. Quando em setembro de 1810 um grupo foi descoberto, o padre da paróquia de Dolores, em Guanajuato, Don Miguel Hidalgo y Costilla teve que apressar o levantamento, e na noite de 15 de setembro do mesmo ano, convocou o povo e as armas, com o agora famoso Grito de Dolores.
Valentes cidadãos de Guanajuato, lutaram pela independência do México ao lado dos grandes heróis nacionais, alguns dos mais proeminentes são os irmãos Albino García e Francisco García, Juan Aldama, Mariano Abasolo, José María Ortiz Liceaga e Encarnacion Ortiz. Em, 14 de abril de 1826 foi proclamada a Constituição do Estado de Guanajuato, no entanto até 1829, reconhece a independência ea autonomia do estado no âmbito do governo estadual de Carlos Montes de Oca.
Os tempos de turbulência política que o país viveu no século XIX incluem o governo do general Antonio López de Santa Anna, quando o México perdeu muito de seu território, no norte, para os Estados Unidos; esse conflito só teve fim com o Tratado de Guadalupe Hidalgo, que pôs fim à Guerra Mexicano-Americana entre os anos de 1846-1848. Também sofreu conflitos entre conservadores, liberais, centristas e federalistas, vive o governo de "reforma" de Benito Juárez do qual resultou a Guerra da Reforma, um período durante o qual a cidade de Guanajuato foi declarada capital do país de 1857-1860, para finalmente terminar o século com a progressista ditadura do general Porfirio Díaz de 1877-1911, também conhecido como o período do Porfirismo.
Foi durante o porfirismo que o desenvolvimento econômico veio para o estado de Guanajuato, com a construção de ferrovias e rodovias que ligou o estado com outras grandes cidades e grandes portos, como Manzanillo, Lázaro Cárdenas, Tampico e Ciudad Juárez. Durante a guerra da Revolução Mexicana, Guanajuato enfatiza a participação em um levante armas de Candido Navarro em Purísima del Rincón em 22 de fevereiro de 1911. Além de perder 200 mil habitantes durante a guerra, o estado estava mergulhado em crise econômica. Em 1923, no governo do presidente Plutarco Elías Calles, os estados de Guanajuato, Michoacán e Colima principalmente sofreram a devastação da chamada “Guerra Cristera”, a busca do estado de privar de sua propriedade para o clero católico no México.
No começo do século XX, Guanajuato goza de desenvolvimento industrial do estado nos itens seguintes, têxteis, mineração, gado e couro e calçados. Em meados do ano de 1950, se estabelece na cidade de Salamanca uma refineria de petróleo, chamada Refinaria Antonio M. Pedro Amor, que não só dinamizar a economia do estado, mas em todo o meio oeste mexicano.

## Geografia

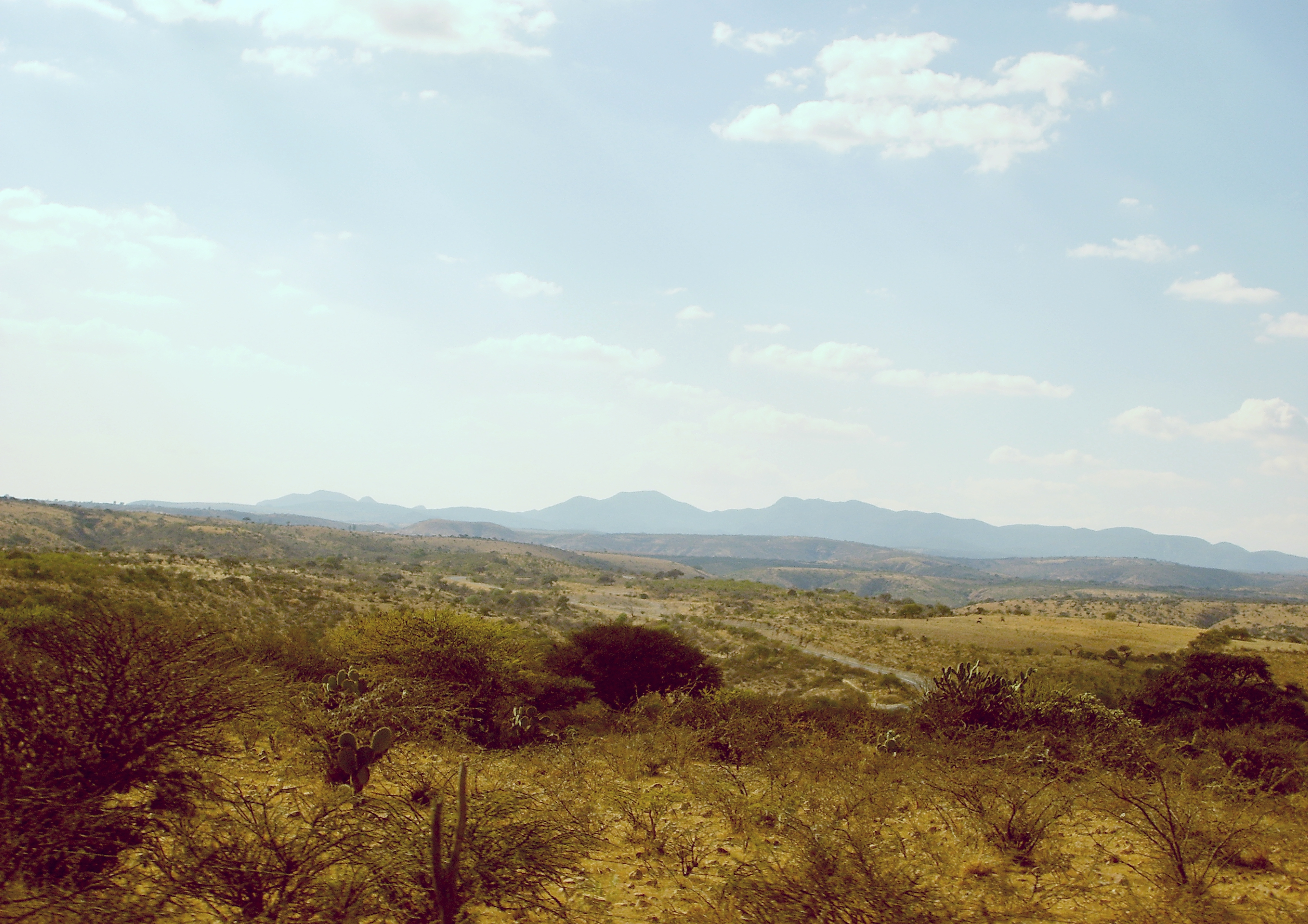
Deserto.

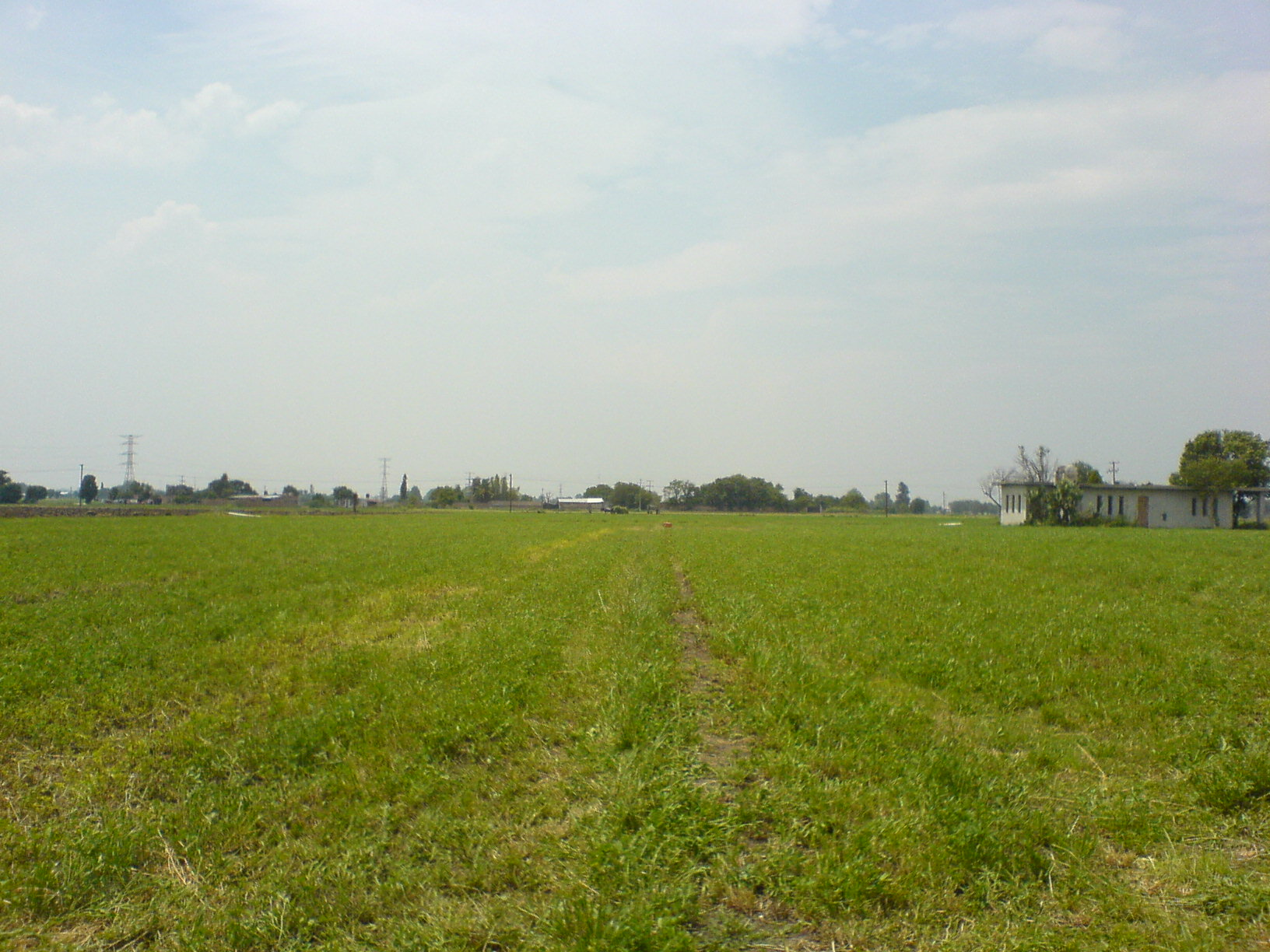
O Bajío, região geográfica de Guanajuato.

Seu território abrange uma área de 30 491 km², que corresponde também em comparação com os territórios da Bélgica, ao de Lesoto ou da Galiza, na Espanha.
Guanajuato está localizado dentro de três principais províncias fisiográficas. Na parte norte, a Mesa do Centro; no noroeste, a Sierra Madre Oriental e no centro sul, o Eixo Neovulcânico. A Mesa do Centro tem amplas extensões de planícies, interrompida por montanhas vulcânicas isoladas. Destacam os Llanos de Ojuelos com suas respectivas colinas e pequenas serras. O estado é constituído por aluviões cheio de terra plana, onde a agricultura é próspera. Na porção nordeste se destaca a Sierra Gorda, com uma topografia íngreme de origem vulcânica.
A província do eixo neovulcânico, ocupa 45% da área do estado, e consiste em montanha vulcânica extensiva sob a forma de cones, escudos e caldeiras, bem como extensas planícies formadas por depósitos rochosos. O notável é bajío guanajuatense, formado por planícies aluviais profundas, montanhas íngremes também destaque de altas serras, colinas, e escudos colcánicos e lagos.
Nesta província, existem essencialmente os minerais não metálicos, como caulim, areia de sílica, pumicita, perlite e diatomito, entre outros. O estado é composto de cinco intervalos de montanha: Serra Gorda, Altas Planícies, Sierra  Central da região Bajío e os Vales abajenos.

### Clima
As condições climáticas do estado são determinadas pela latitude, distância do mar, os efeitos das massas de ar polar, bem como os fenômenos de condensação orográfica, que se desenvolvem no sopé das montanhas e vales, contrastes de altitude entre, planícies e planaltos.
Geograficamente, existem três bem definidas zonas climáticas do estado. O clima semisseco é geralmente para o planalto, o temperado, as partes médias e baixas do planalto e quente, domina toda a área de do Bajío.